# تشن يي
تشن يي (بالصينية: 陈毅 )‏ (و. 1901 – 1972 م) هو سياسي، ودبلوماسي من الصين، والصين، كان عضوًا في الحزب الشيوعي الصيني، توفي في بكين، عن عمر يناهز 71 عاماً.

## مناصب
تولى منصب وزير خارجية جمهورية الصين الشعبية ‏ (1958–1972)، وأمين لجنة شنغهاي للحزب الشيوعى الصينى (1949–1953)، وعمدة شانغهاي (1948–1957)، ونائب رئيس مجلس الدولة في جمهورية الصين الشعبية.

## التعليم
تعلم في جامعة شانغهاي.

## جوائز
حصل على جوائز منها:
- Second Class Red Star Medal ‏.

| المناصب السياسية | المناصب السياسية                                  | المناصب السياسية |
| ---------------- | ------------------------------------------------- | ---------------- |
| سبقه تشوان لاي   | وزير خارجية جمهورية الصين الشعبية 1958 - 1972     | تبعه Ji Pengfei  |
| سبقه Rao Shushi  | أمين لجنة شنغهاي للحزب الشيوعى الصينى 1949 - 1953 | تبعه Ke Qingshi  |
| سبقه             | عمدة شانغهاي 1948 - 1957                          | تبعه Ke Qingshi  |

## روابط خارجية
- تشن يي على موقع الموسوعة البريطانية (الإنجليزية)
- تشن يي على موقع مونزينجر (الألمانية)